# Alvin (DSV-2)
Alvin (DSV-2) je hlubinná ponorka námořnictva Spojených států amerických provozovaná od 5. června 1964 Oceánografickým institutem Woods Hole. Alvin má za sebou velmi pestrou službu. Mimo jiné v roce 1966 pomohl z mořského dna ve Středozemním moři vyzvednout vodíkovou bombu a v roce 1986 provedl první fotografický průzkum vraku Titaniku. Během více než padesátileté služby provedl více než 4600 ponorů.

## Stavba

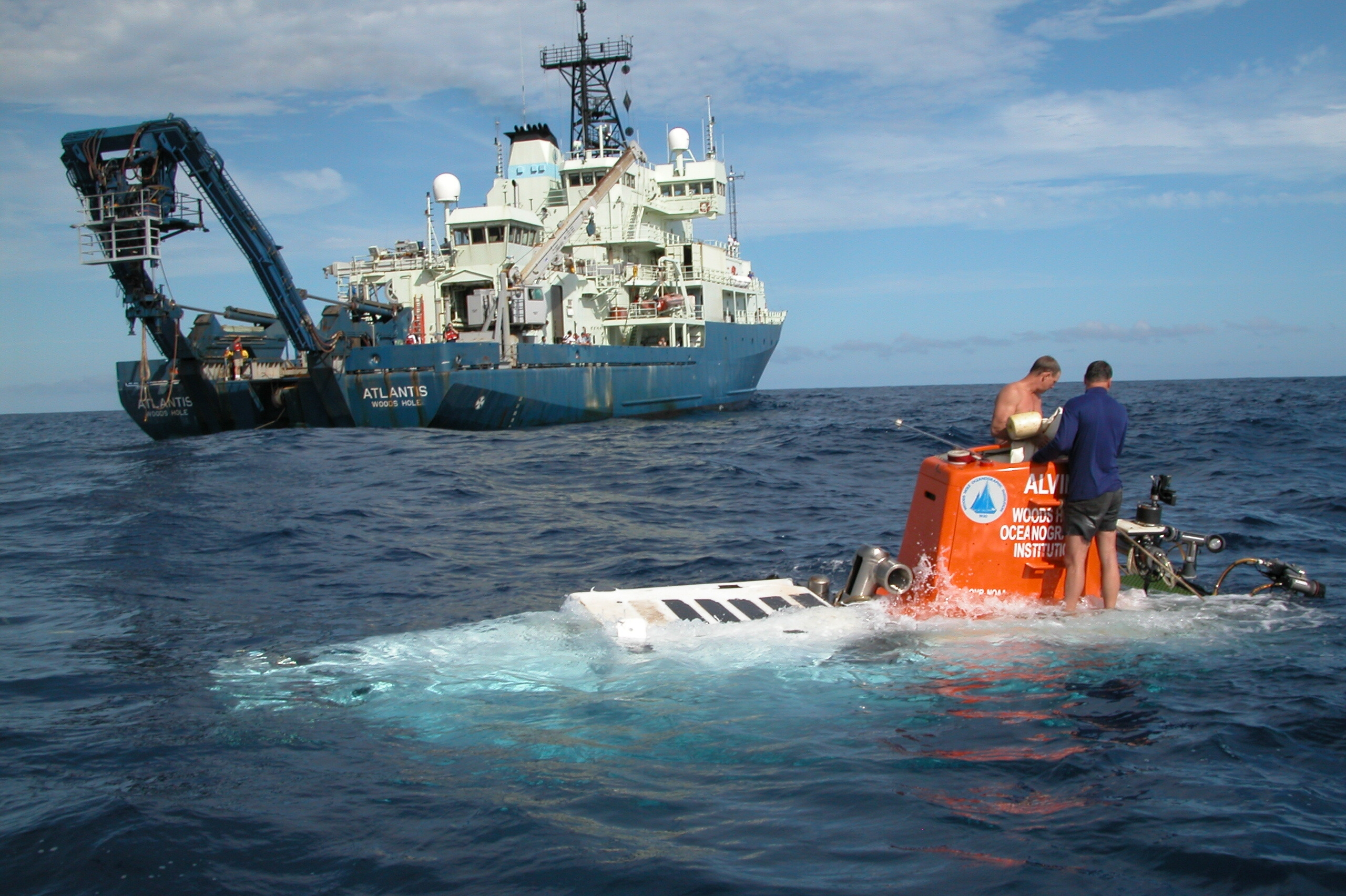
Alvin s mateřskou lodí Atlantis

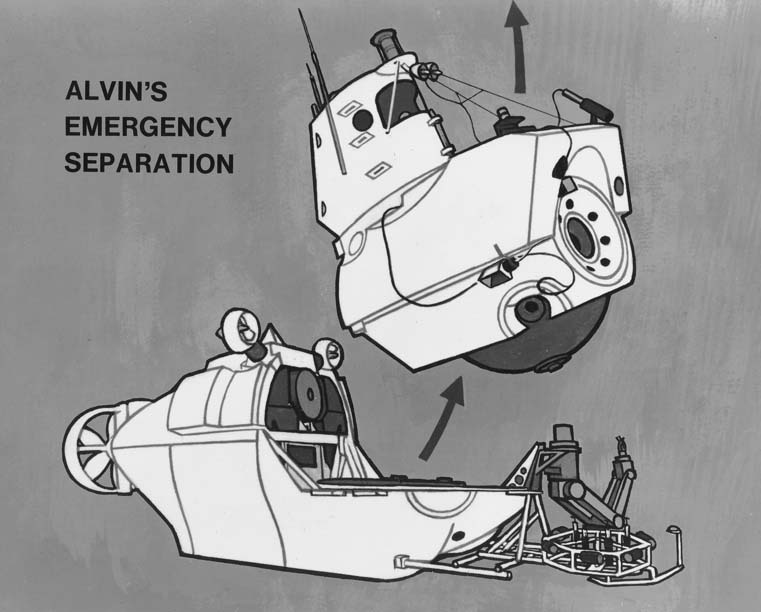
Ilustrace základního uspořádání miniponorky Alvin

Miniponorka Alvin byla do služby přijata roku 1964.

## Konstrukce
Posádku tvoří pilot a dva další členové (vědci). Ponorka se pod vodou pohybuje rychlostí 2 uzly. Může se ponořit až do hloubky 4500 metrů.
Během služby Alvin prošel celou řadou modernizací. V letech 2012–2014 Alvin prošel modernizací po které byl certifikován na ponory do hloubky až 4500 metrů. Tehdy mimo jiné dostal prostornější titanový trup s pěti průzory (místo dosavadních tří) a nová LED světla.